# Аспідогастри
Аспідога́стри (Aspidogastrea) — підклас паразитичних плоских червів класу трематод (Trematoda). Характерна риса дорослих гельмінтів — наявність у них на черевній стороні тіла складно збудованого прикріплювального диску, складеного із одного або декількох рядів присосків. Життєвий цикл відбувається без чередування поколінь, але із зміною хазяїв. Налічується близько 80 видів, що паразитують у морських і прісноводних молюсків, риб і черепах. На даний час аспидогастрів розглядають як сестринський таксон по відношенню по дігенетичних сисунів (Digenea). Одним із найвідоміших представників є Aspidogaster conchicola, що паразитує у двостулкових молюсків з роду Anodonta.